# 30 مايو
- السبت
- الأحد
- الاثنين
- الثلاثاء
- الأربعاء
- الخميس
- الجمعة

- 2628 شوال 1446  هـ
- 2729 شوال 1446  هـ
- 2830 شوال 1446  هـ
- 291 ذو القعدة 1446  هـ
- 302 ذو القعدة 1446  هـ
- 13 ذو القعدة 1446  هـ
- 24 ذو القعدة 1446  هـ
- 35 ذو القعدة 1446  هـ
- 46 ذو القعدة 1446  هـ
- 57 ذو القعدة 1446  هـ
- 68 ذو القعدة 1446  هـ
- 79 ذو القعدة 1446  هـ
- 810 ذو القعدة 1446  هـ
- 911 ذو القعدة 1446  هـ
- 1012 ذو القعدة 1446  هـ
- 1113 ذو القعدة 1446  هـ
- 1214 ذو القعدة 1446  هـ
- 1315 ذو القعدة 1446  هـ
- 1416 ذو القعدة 1446  هـ
- 1517 ذو القعدة 1446  هـ
- 1618 ذو القعدة 1446  هـ
- 1719 ذو القعدة 1446  هـ
- 1820 ذو القعدة 1446  هـ
- 1921 ذو القعدة 1446  هـ
- 2022 ذو القعدة 1446  هـ
- 2123 ذو القعدة 1446  هـ
- 2224 ذو القعدة 1446  هـ
- 2325 ذو القعدة 1446  هـ
- 2426 ذو القعدة 1446  هـ
- 2527 ذو القعدة 1446  هـ
- 2628 ذو القعدة 1446  هـ
- 2729 ذو القعدة 1446  هـ
- 281 ذو الحجة 1446  هـ
- 292 ذو الحجة 1446  هـ
- 303 ذو الحجة 1446  هـ
- 314 ذو الحجة 1446  هـ
- 15 ذو الحجة 1446  هـ
- 26 ذو الحجة 1446  هـ
- 37 ذو الحجة 1446  هـ
- 48 ذو الحجة 1446  هـ
- 59 ذو الحجة 1446  هـ
- 610 ذو الحجة 1446  هـ

30 مايو أو 30 أيَّار أو 30 مايس أو 30 نوَّار أو يوم 30 \ 5 (اليوم الثلاثون من الشهر الخامس) هو اليوم الخمسون بعد المئة (150) من السنوات البسيطة، أو اليوم الحادي والخمسون بعد المئة (151) من السنوات الكبيسة وفقًا للتقويم الميلادي الغربي (الغريغوري). يبقى بعده 215 يوما لانتهاء السنة.

## أحداث
- 634 - المسلمون بقيادة خالد بن الوليد يهزمون الروم ويفتحون مدينة بصرى بالشام.
- 1431 - حرق جان دارك علنًا بعد محاكمتها بتهمة السحر.
- 1559 - نشوب «حرب قونية» بين السلطان سليم الثاني وأخيه «بايزيد» حول أمور متعلقة بولاية العهد في الدولة العثمانية.
- 1764 - شارل مسييه يكتشف أحد التجمعات النجمية المغلقة في كوكبة الحواء.
- 1780 - السفير المغربي ابن عثمان المكناسي يوقع في آرانخويث معاهدة بين المغرب وإسبانيا.
- 1837 - الأمير عبد القادر والجنرال توماس روبير بيجو يوقعان معاهدة تافنة ممثلًا للجيش الفرنسي وذلك بعد مجموعة من الانتصارات الجزائرية على الفرنسيين، وقد نصت المعاهدة على أن يعترف الأمير عبد القادر بسيادة الإمبراطورية الفرنسية في أفريقيا بمقابل تنازلها عن ما يقرب من ثلثي الجزائر لصالح «إمارة الجزائر».
- 1876 - الإطاحة بالسلطان العثماني عبد العزيز الأول.
- 1958 - إغلاق «سجن سوغامو» الذي كان مخصصًا لمجرمي الحرب اليابانيين.
- 1959 - الإعلان عن دستور سنغافورة.
- 1967 - الملك حسين وجمال عبد الناصر يوقعان اتفاقية الدفاع المشترك بين مصر والأردن.
- 1982 - إسبانيا تصبح العضو السادس عشر في حلف شمال الأطلسي / الناتو.
- 1998 - زلزال بقوة 6.6 على مقياس ريختر يضرب شمال أفغانستان موديًا بحياة 5000 شخص.
- 2007 - مجلس الأمن يصدر قراره رقم 1757 الخاص بالمحكمة الدولية الخاصة بلبنان حول جريمة اغتيال رئيس وزراء لبنان الأسبق رفيق الحريري.
- 2009 - إيران تعدم 3 أشخاص بتهمة التورط في تفجير «مسجد زاهدان» بعد يوم من تفجير المسجد.
- 2016 - محكمة الغرف الأفريقية الاستثنائية تقضي بسجن الحاكم العسكري السابق لتشاد حسين حبري مدى الحياة بعد إدانته بجرائم ضد الإنسانية.
- 2018 - إضراب عن العمل في جميع محافظات الأردن احتجاجًا على مشروع قانون ضريبة الدخل المعدَّل، والذي رفعته الحكومة إلى مجلس الأمة لبحثه وإقراره.
- 2019 - سلسلة تفجيرات تضرب محافظة كركوك شمالي العراق وتؤدي إلى مقتل ما بين 3 و 5 أشخاص وجرح 18 آخرين.
- 2020 -
  - عدد الإصابات المؤكدة بجائحة فيروس كورونا يتخطّى حاجز الستة ملايين شخص حول العالم، من بينهم أكثر من 367 ألف حالة وفاة وحوالي مليونَي و 684 ألف حالة تماثلت للشفاء.
  - انطلاق أول مهمة مأهولة بطاقم لمركبة دراجون 2، المصنعة بواسطة سبيس إكس، متجهة إلى محطة الفضاء الدولية.
  - جنود من شرطة حدود إسرائيل يقتلون إياد الحلاق شاب فلسطيني من ذوي الإعاقة قرب باب الأسباط في القدس القديمة بدولة فلسطين.
- 2022 - الوداد الرياضي يتغلب على النادي الأهلي بنتيجة 2–0 في نهائي دوري أبطال أفريقيا، ليُتوج باللقب للمرة الثالثة في تاريخه.

## مواليد
- 1757 - هنري أدينغتون، رئيس وزراء المملكة المتحدة.
- 1863 - حسن موسى خان، كاتب أسترالي.
- 1887 - ألكسندر آرتشيبنكو، رسام ونحات أوكراني.
- 1908 -
  - هانز ألففين، عالم فيزياء بلازما سويدي حاصل على جائزة نوبل في الفيزياء عام 1970.
  - ميل بلانك، ممثل أداء صوتي أمريكي.
- 1909 - بيني غودمان، عازف موسيقى جاز أمريكي.
- 1934 -
  - أليكسي ليونوف، رائد فضاء روسي.
  - ألكيتاس باناغولياس، لاعب ومدرب كرة قدم يوناني.
- 1946 - دراغان دزاجيتش، لاعب كرة قدم صربي.
- 1951 - فرناندو لوغو، رئيس باراغواي.
- 1956 - أنتوني دومينيك، قاضي هندي.
- 1966 - توماس هسلر، لاعب كرة قدم ألماني.
- 1967 - مرح جبر، ممثلة سورية.
- 1972 - سويتشيرو هوشي، ممثل أداء صوتي ياباني.
- 1974 - كونستانتيوس تشالكياس، لاعب كرة قدم يوناني.
- 1977 - مبارك العرو ، نائب في مجلس الامة الكويتي.
- 1979 - ريه كغيميا، ممثلة أداء صوتي يابانية.
- 1980 -
  - ستيفن جيرارد، لاعب كرة قدم إنجليزي.
  - ريوهغو ناريتا كاتب روايات خفيفة ياباني.
- 1981 - أحمد الريش، لاعب كرة قدم أسترالي.
- 1997 - هيا مرعشلي، ممثلة لبنانية.

## وفيات
- 1252 - فرناندو الثالث، ملك ليون وكاستيا.
- 1431 - جان دارك، قديسة فرنسية.
- 1574 - شارل التاسع، ملك فرنسا.
- 1584 - أبو السعادات الفاكهي، فقيه وكاتب وشاعر حجازي.
- 1593 - كريستوفر مارلو، كاتب مسرحي إنجليزي.
- 1640 - بيتر بول روبنس، رسام بلجيكي.
- 1744 - ألكسندر بوب، شاعر إنجليزي.
- 1778 - فولتير، أديب فرنسي.
- 1912 - ويلبر رايت، أحد الأخوان رايت الأمريكيين اللذان اخترعا الطائرة.
- 1918 - جورجي بليخانوف، فيلسوف ومنظر روسي.
- 1934 - هيهاتشيرو توغو، قائد أسطول البحرية الإمبراطورية اليابانية.
- 1960 - بوريس باسترناك، كاتب وشاعر روسي حاصل على جائزة نوبل في الأدب عام 1958.
- 2006 - إيمامورا شوهيه، مخرج ياباني.
- 2009 -
  - جعفر النميري، رئيس جمهورية السودان.
  - إفرايم كاتسير، رئيس إسرائيل.
- 2011 - روزالين يالو، طبيبة أمريكية حاصلة على جائزة نوبل في الطب عام 1977.
- 2012 - أندرو هكسلي، عالم فيزيولوجيا وفيزياء حيوية بريطاني حاصل على جائزة نوبل في الطب عام 1963.
- 2018 - مديحة يسري، ممثلة مصرية.
- 2020
  - حسن حسني، ممثل مصري.
  - إياد الحلاق، شابٌ فلسطيني مُصاب بالتوحُّد قتلته الشرطة الإسرائيلية.

## أعياد ومناسبات
- عيد المنطقة في منطقة جزر الكناري.
- يوم الدولة في كرواتيا.

## وصلات خارجية
- وكالة الأنباء القطريَّة: حدث في مثل هذا اليوم.
- النيويورك تايمز: حدث في مثل هذا اليوم.
- BBC: حدث في مثل هذا اليوم.